# Jan Berčič
Jan Berčič, slovenski hokejist, * 21. december 1990, Kranj.
Svojo hokejsko kariero je kot mladinec začel v ekipi Triglav Kranj. Kasneje je leta 2008 za Slovenijo nastopil na mladinskem svetovnem prvenstvu do 18 let, leta 2010 pa na mladinskem svetovnem prvenstvu do 20 let. V sezoni 2011/12 je igral za HK Jesenice, nato pa se je vrnil v matični klub.